# 宋君复
宋君复（1897年3月9日—1977年），浙江绍兴城区小坊口人，第十届奥运会中国体育代表团教练，第十一届奥运会国际篮球裁判，第十四届奥运会中国体育代表团成员。中华全国体育总会第四届委员会委员。中華人民共和國成立前先后任职沪江大学、东北大学、山东大学、四川大学体育系主任、教授，建国后任北京师范大学体育系教授，北京体育学院体育系主任、副院长。

## 著作
《体育原理》、《刘长春短跑》、《女子篮球训练法》、《女子垒球训练法》、《第十届世运会各国著名田径选手电影姿势图》等。

## 外部連結
- 宋君复在Olympedia（英语）